# Rode Ajah
De Rode Ajah is in de boekenserie Het Rad des Tijds, geschreven door Robert Jordan, een van de zeven Ajahs van de Aes Sedai in Tar Valon. De Rode Ajah is de grootste bestaande Ajah.
Het doel van de Rode Ajah is het opsporen en stillen van mannelijke geleiders zodat ze door de smet van de Duistere op Saidin niet krankzinnig worden. Door dit doel hebben Rode zusters over het algemeen een afkeer van mannen in het algemeen.
Sinds Elaida do Avriny a'Roihan zich in een revolte de stola van de Amyrlin Zetel toe-eigende is de Rode Ajah als enige van de zeven in haar geheel trouw aan haar gebleven. Later wordt de Rode zuster Tarna Feir haar Hoedster der Kronieken.
Tarna Feir is ook degene die het doel van de Rode Ajah vervormt: door het schoonmaken van Saidin door de Herrezen Draak, Rhand Altor, hoeven mannen niet meer bang te zijn voor de smet. Sindsdien mag de Rode Ajah zwaardhanden binden, mits zij Asha'man zijn.